# Ракитничек
Ракитничек (лат. Chamaecytisus; от др.-греч. χαμαί, khamai — приземистый и Cytisus — Ракитник) — род деревянистых растений семейства Бобовые (Fabaceae)

## Ботаническое описание
Кустарнички или кустарники, 8—150 см высотой. Ветви более или менее ребристые, цилиндрические, кора красновато-бурая или буроватая. Листья с 3 листочками, с черешками 5—30 мм длиной; листочки от ланцетно-линейных до широкообратнояйцевидных, 10—35 мм длиной и 4—20 мм шириной.
Цветки расположены в пазухах листьев по 1—3 (4) и собраны в облиственные кистевидные или в верхушечные головковидные соцветия. Цветоножки 1,5—8 мм длиной. Чашечка трубчато-колокольчатая, 8—16 мм длиной, двугубая; верхняя губа с 2 короткими лопастями, нижняя губа с 3 не всегда развитыми острыми зубчиками. Венчик белый, жёлтый или розовый, 15—32 мм длиной; флаг обратнояйцевидный, немного длиннее крыльев и лодочки; лодочка без носика. Тычинки однобратственные. Бобы линейные, с 5—15 семенами, 25—50 мм длиной и 4—8 мм шириной.

## Виды
Род включает 44 вида:
- Chamaecytisus albus (Hacq.) Rothm. — Ракитничек белый
- Chamaecytisus austriacus (L.) Link — Ракитничек австрийский
- Chamaecytisus banaticus (Griseb. & Schenk) Rothm.
- Chamaecytisus borysthenicus (Gruner) Klásk. — Ракитничек днепровский
- Chamaecytisus calcareus (Velen.) Kuzmanov
- Chamaecytisus cassius (Boiss.) Rothm.
- Chamaecytisus danubialis (Velen.) Rothm.
- Chamaecytisus drepanolobus (Boiss.) Rothm.
- Chamaecytisus elongatus (Waldst. & Kit.) Link
- Chamaecytisus eriocarpus (Boiss.) Rothm.
- Chamaecytisus frivaldszkyanus (Degen) Kuzmanov ex Greuter, Burdet & G.Long
- Chamaecytisus heuffelii (Wierzb.) Rothm.
- Chamaecytisus hirsutus (L.) Link — Ракитничек волосистый
- Chamaecytisus jankae (Velen.) Rothm.
- Chamaecytisus korabensis Pifkó & Barina
- Chamaecytisus kovacevii (Velen.) Rothm.
- Chamaecytisus kreczetoviczii (E.D.Wissjul.) Holub — Ракитничек Кречетовича
- Chamaecytisus leiocarpus (A.Kern.) Rothm. — Ракитничек голоплодный
- Chamaecytisus lindemannii (Krecz.) Klásk. — Ракитничек Линдемана
- Chamaecytisus litwinowii (Krecz.) Klásk. — Ракитничек Литвинова
- Chamaecytisus mollis (Cav.) Greuter & Burdet
- Chamaecytisus nejceffii (Urum.) Rothm.
- Chamaecytisus paczoskii (Krecz.) Klásk. — Ракитничек Пачоского
- Chamaecytisus pineticola Ivchenko
- Chamaecytisus podolicus (Blocki) Klásk. — Ракитничек подольский
- Chamaecytisus ponomarjovii (Seredin) Czerep.
- Chamaecytisus prolifer (L.f.) Link
- Chamaecytisus proteus (Zumagl.) Holub
- Chamaecytisus pseudojankae Pifkó & Barina
- Chamaecytisus ×pseudorochelii (Simonk.) Pifkó
- Chamaecytisus pulvinatus (Quézel) Raynaud
- Chamaecytisus purpureus (Scop.) Link — Ракитничек пурпурный
- Chamaecytisus pygmaeus (Willd.) Rothm.
- Chamaecytisus ratisbonensis (Schaeff.) Rothm. — Ракитничек регенсбургский
- Chamaecytisus rochelii (Wierzb. ex Griseb. & Schenk) Rothm. — Ракитничек Рошеля
- Chamaecytisus ruthenicus (Fisch. ex Wol.) Klásk. — Ракитничек русский
- Chamaecytisus skrobiszewskii (Pacz.) Klásk. — Ракитничек Скробишевского
- Chamaecytisus spinescens Rothm.
- Chamaecytisus supinus (L.) Link — Ракитничек низкий
- Chamaecytisus tommasinii (Vis.) Rothm.
- Chamaecytisus triflorus (Lam.) Skalická
- Chamaecytisus virescens (Kovács ex Neilr.) Dostál
- Chamaecytisus wulfii (Krecz.) Klásk. — Ракитничек Вульфа
- Chamaecytisus zingeri (Nenukow ex Litv.) Klásk. — Ракитничек Цингера